# Mozambique aux Jeux olympiques d'été de 2016
Le Mozambique participe aux Jeux olympiques d'été de 2016 à Rio de Janeiro au Brésil du 5 au 21 août. Il s'agit de sa 10e participation à des Jeux d'été.

## Athlétisme

### Homme
| Athlètes   | Compétitions     | Série | Série | Demi-Finales | Demi-Finales | Finale  | Finale  |
| ---------- | ---------------- | ----- | ----- | ------------ | ------------ | ------- | ------- |
| Athlètes   | Compétitions     | Temps | Rang  | Temps        | Rang         | Temps   | Rang    |
| Kurt Couto | 400 mètres haies | 49.74 | 6e    | Eliminé      | Eliminé      | Eliminé | Eliminé |
|            |                  |       |       |              |              |         |         |

## Natation
| Athlète             | Épreuve        | Séries  | Séries | Demi-finales | Demi-finales | Finale | Finale |
| Athlète             | Épreuve        | Temps   | Rang   | Temps        | Rang         | Temps  | Rang   |
| ------------------- | -------------- | ------- | ------ | ------------ | ------------ | ------ | ------ |
| Jannah Sonnenschein | 100 m papillon | 1:04,21 | 38     | -            | -            | -      | -      |

## Canoë-kayak
- Mussa Chamaune (en), C1 100 mètres
- Joaquim Lobo (en)